# シオネ・ヴァイラヌ
シオネ・ヴァイラヌ（Sione Vailanu、1995年1月27日 - ）は、ユナイテッド・ラグビー・チャンピオンシップ、グラスゴー・ウォリアーズに所属するラグビーユニオン選手。

## プロフィール
- トンガ出身[1]。
- ポジションはフランカー(FL)、ナンバーエイト(No8)。
- トンガ代表キャップは7。（2020年1月現在）
- 身長 185cm、体重 119kg

## 略歴
トンガカレッジ、朝日大学を経て、2018年、サラセンズに加入。
2017年11月19日に行われたリポビタンDツアー日本代表戦にて途中出場でトンガ代表初キャップを獲得した。
2019年、ワスプスに加入。
2021年、ウスター・ウォリアーズに加入。
翌2022年、グラスゴー・ウォリアーズに加入。